# The Lost Concert
The Lost Concert es un álbum en vídeo editado en 1999 de un concierto filmado en blanco y negro el 14 de marzo de 1964 por The Beach Boys. Fue editado en DVD únicamente.
Se trata de un documento importante en la carrera del grupo, ya que muestra al conjunto en su etapa de pleno éxito, además de contar con la formación fundacional del grupo, Brian, Carl, Dennis, Mike Love y Al Jardine. Poco tiempo después Brian Wilson abandonaría las giras para concentrase en hacer producciones más sofisticadas.
El concierto fue transmitido por circuitos cerrados de televisión como en cines de todo el país. Aunque llegaron a sobrevivir algunas de estas copias que se habían distribuido para su difusión, por varias décadas se pensó que el material original se había perdido, pero el concierto fue hallado en 1998.
A excepción del álbum en vivo Beach Boys Concert editado en 1964, que tenía grabaciones de finales de 1963 y de 1964, por varias décadas no hubo material en vivo disponible del grupo con su formación original. Eso hasta la edición de The Lost Concert editado en formato de vídeo en 1998, presenta un concierto de veintidós minutos, del cual se desconoce su procedencia, pero lo cierto es que a excepción de algunos problemas en el amplificador de guitarra de Carl Wilson, tanto la calidad sonora como del mismo film son buenas para la época. El concierto comienza con una persona nombrando a cada miembro del grupo y mostrando su nuevo álbum -muestra a cámara Shut Down Volume 2.
Años más tarde, en 2014 se editaron dos conciertos completos de 1964 en formato de álbum digital, llamados Live in Sacramento coincidentes con aquellas fechas.

## Lista de canciones
- "Fun Fun Fun"
- "Long Tall Texan"
- "Little Deuce Coupe"
- "Surfer Girl"
- "Surfin' USA"
- "In My Room"
- "Papa-Oom-Mow-Mow"
- "Hawaii"
- "Shut Down"

## Créditos
- Brian Wilson - Voz, armonías y bajo eléctrico
- Mike Love - Voz líder, armonías y saxofón
- Dennis Wilson - Batería
- Carl Wilson - Guitarra solista y armonías
- Al Jardine - Guitarra rítmica y armonías